# Obârșia (okręg Arad)
Obârșia – wieś w Rumunii, w okręgu Arad, w gminie Petriș. W 2011 roku liczyła 117 mieszkańców. 